# 윤영달
윤영달(尹泳達, 1945년 4월 29일 ~ )은 크라운-해태제과 회장을 맡고 있는 대한민국의 기업인이다. 윤태현 크라운제과 창업주의 아들이다.

## 학력
- ~ 1964년 서울고등학교
- ~ 1968년 연세대학교 물리학과
- ~ 1973년 고려대학교 경영대학원

## 경력
- 1995년 크라운제과 대표이사 취임
- 2005년 크라운해태제과 회장 취임
- 2010년 광주아트페어 조직위원장
- 2013년 서울아리랑페스티벌 조직위원장
- 現 크라운해태제과 회장